# 솅겐 정보 시스템

솅겐 정보 시스템:
솅겐 정보 시스템을 완전하게 운영하는 국가
법 집행 기관의 협력 내에서만 솅겐 정보 시스템을 운영하는 국가

솅겐 정보 시스템(영어: Schengen Information System, SIS)은 유럽 위원회가 유지 관리하는 정부 데이터베이스다. SIS는 2001년부터 31개 유럽 국가에서 국가 안 , 국경 통제, 법 집행 목적으로 개인 및 단체에 대한 정보를 찾는 데 사용된다. 이 시스템의 두 번째 기술 버전인 SIS II는 2013년 4월 9일에 시작되었다. 업그레이드된 솅겐 정보 시스템은 2023년 3월 7일에 가동을 시작했다.